# Juan (football)
Pour les articles homonymes, voir Juan.
Juan Silveira dos Santos, plus connu sous le nom de Juan, est un footballeur international brésilien né le 1er février 1979 à Rio de Janeiro (Brésil). Il évolue au poste de défenseur central avec les clubs de Flamengo, du Bayer Leverkusen, de l'AS Rome, et du SC Internacional.

## Biographie

### En club
Juan commence sa carrière professionnelle avec le club brésilien de Flamengo. Il dispute, avec cette équipe, 77 matchs en première division brésilienne, inscrivant cinq buts.
Lors du mercato d'été 2002, il rejoint l'Europe en s'engageant avec le club allemand du Bayer Leverkusen. Il joue avec cette équipe, 139 matchs en Bundesliga, marquant dix buts. Il atteint, avec cette équipe, les huitièmes de finale de la Ligue des champions en 2005, en étant battu par le club anglais de Liverpool. Il atteint également avec le Bayer, les quarts de finale de la Coupe de l'UEFA en 2007, en étant battu par le club espagnol du CA Osasuna.
Par la suite, lors du mercato d'été 2007, il s'engage en faveur du club italien de l'AS Rome. Il dispute avec la Roma, 118 matchs en Serie A, inscrivant neuf buts. Il joue avec le club de la louve la finale de la Coupe d'Italie à deux reprises, en 2008 (victoire 2-1 face à l'Inter Milan), puis à nouveau en 2010 (défaite 1-0 face à cette même équipe). Il joue également deux Supercoupes d'Italie, en 2008 (défaite aux tirs au but face à l'Inter), puis en 2010 (défaite 3-1, à nouveau face à l'Inter).
Avec la Roma, il atteint les quarts de finale de la Ligue des champions en 2008, en étant battu par le club anglais de Manchester United. Il joue ensuite les huitièmes de finale en 2009, puis une nouvelle fois les huitièmes en 2011.
Le 16 juillet 2012, après une décennie passé en Europe, Juan retourne au Brésil, en signant un contrat avec le SC Internacional. Il joue avec cette équipe, 68 matchs en première division brésilienne, marquant quatre buts. Avec l'Internacional, il atteint les demi-finales de la Copa Libertadores en  2015, en étant battu par le club mexicain des Tigres UANL. Il est l'auteur d'un but en quart de finale face au club colombien de l'Independiente Santa Fe.
Enfin, en début d'année 2016, il retrouve le club de ses débuts, Flamengo. Il dispute, avec cette équipe, 26 matchs en première division brésilienne, sans inscrire de but. Il atteint également la finale de la Coupe du Brésil en 2017, en étant battu par l'équipe de Cruzeiro. Enfin, il atteint en fin d'année 2017 la finale de la Copa Sudamericana, en étant battu par le club argentin du CA Independiente. Il est notamment l'auteur d'un but en demi-finale contre l'équipe colombienne de l'Atlético Junior.

### En équipe nationale
Avec les moins de 20 ans, il participe à la Coupe du monde des moins de 20 ans en 1999. Lors du mondial junior organisé au Nigeria, il officie comme titulaire et joue cinq matchs. Le Brésil s'incline en quart de finale face à l'Uruguay.
Juan reçoit un total de 77 sélections officielles en équipe du Brésil entre 2001 et 2010, inscrivant sept buts.
Il joue son premier match en équipe nationale le 15 juillet 2001, contre le Pérou, où il est propulsé directement titulaire. Ce match gagné 2-0 rentre dans le cadre de la Copa América 2001. Le Brésil s'incline en quart de finale face au Honduras. Juan dispute un total de trois rencontres lors de ce tournoi organisé en Colombie.
Par la suite, en 2003, il participe à la Coupe des confédérations qui se déroule en France. Il joue trois rencontres lors de ce tournoi. Il se met en évidence lors du match contre la Turquie, en délivrant une passe décisive en faveur de son coéquipier Adriano.
Il dispute ensuite une nouvelle fois la Copa América en 2004. Juan joue cinq rencontres lors de ce tournoi organisé au Pérou. Il se met en évidence lors de cette compétition, en inscrivant son premier but avec le Brésil, en phase de poule face au Costa Rica. Le Brésil remporte le tournoi en battant l'Argentine en finale, après une séance de tirs au but.
L'année suivante, il participe à la Coupe des confédérations, organisée en Allemagne. Lors de cette compétition, il ne joue qu'une seule rencontre, face au Japon. Le Brésil l'emporte en finale face à son grand rival, l'Argentine, avec Juan sur le banc des remplaçants.
Le 4 septembre 2005, il marque son deuxième but avec le Brésil, lors d'un match contre le Chili. Cette rencontre gagnée sur le large score de 5-0 rentre dans le cadre des éliminatoires du mondial 2006. Par la suite, en 2006, il dispute la phase finale de la Coupe du monde qui se déroule en Allemagne. Lors de ce mondial, il est titulaire et joue cinq matchs. Il se met en évidence lors du dernier match de poule contre le Japon, en délivrant une passe décisive en faveur de son coéquipier Ronaldo. Le Brésil s'incline en quart de finale face à l'équipe de France.
Le 24 mars 2007, il inscrit son troisième but avec le Brésil, lors d'un match amical face au Chili. Le Brésil l'emporte largement 4 buts à 0. Quelques mois plus tard, il participe pour la troisième fois à la Copa América. Officiant de nouveau comme titulaire, il dispute six rencontres lors de ce tournoi organisé au Venezuela. Il s'illustre en inscrivant un but en quart de finale, encore une fois face au Chili. Le Brésil remporte la compétition en battant une nouvelle fois l'Argentine en finale.
Le 6 juin 2009, il marque son cinquième but avec la sélection brésilienne, face à l'Uruguay. Ce match gagné sur le large score de 0-4 rentre dans le cadre des éliminatoires du mondial 2010. Quelques jours plus tard, il dispute pour la troisième fois la Coupe des confédérations, qui se déroule en Afrique du Sud. Il joue deux matchs lors de ce tournoi, inscrivant un but contre l'Égypte. Le Brésil remporte une nouvelle fois le tournoi, en s'imposant en finale face aux États-Unis, avec Juan sur le banc des remplaçants.
Enfin, en 2010, il participe à sa deuxième Coupe du monde. Il s'agit de sa dernière compétition disputée avec le Brésil. Lors de ce mondial organisé en Afrique du Sud, il officie comme titulaire, et joue cinq matchs. Il se met en évidence en inscrivant un but en huitièmes de finale face au Chili. Le Brésil s'incline en quart de finale face aux Pays-Bas, qui s'avère être le tout dernier match joué en sélection par Juan.

## Palmarès
- équipe du Brésil
  - Vainqueur de la Copa América en 2004 et 2007
  - Vainqueur de la Coupe des confédérations en 2005 et 2009

- CR Flamengo
  - Finaliste de la Copa Sudamericana en 2017
  - Vainqueur de la Copa Mercosur en 1999
  - Finaliste de la Coupe du Brésil en 2017
  - Vainqueur du Campeonato Carioca en 1996, 1999, 2000 et 2001,2017,2019

- AS Rome
  - Vainqueur de la Coupe d'Italie en 2008
  - Finaliste de la Coupe d'Italie en 2010
  - Finaliste de la Supercoupe d'Italie en 2008 et 2010